# Jilin (Automarke)
Jilin war eine Automarke aus der Volksrepublik China.

## Markengeschichte
Ein Unternehmen aus Jilin verwendete diese Marke ab 1980 für Automobile. Als Firmierung sind sowohl Jilin Light Truck Company als auch Jilin Small Automobiles Factory überliefert.
Im März 1991 übernahm China FAW Group das Unternehmen und benannte es in FAW Jilin Automobile um. Eine andere Quelle gibt dafür 1987 an. Der Markenname Jilin wurde noch bis 1997 verwendet. Seitdem wird der Markenname FAW mit einem Zusatz verwendet.

## Fahrzeuge
Im Angebot standen Minivans nach einer Lizenz von Suzuki. Eine andere Quelle nennt zusätzlich Pick-ups, eine andere Pick-ups und Kleinbusse.
1987 wurde mit dem JL730 ein Pkw-Modell hergestellt. Es entstand nach einer Lizenz des Suzuki Alto der ersten Generation. Die Stückzahl blieb gering. Eine andere Quelle gibt dafür das Jahr 1989 an und nennt zusätzlich Pick-ups.